# 6 floréal
6 germinal 6 prairial
Le sextidi 6 floréal, officiellement dénommé jour de l'ancolie, est le 216e jour de l'année du calendrier républicain.
C'était généralement le 25e jour du mois d'avril dans le calendrier grégorien.